# John Griffith Wray
Pour les articles homonymes, voir John Wray.
John Griffith Wray, né le 30 août 1881 à Minneapolis et mort le 12 juillet 1929, est un réalisateur américain. Il a été le mari de Bradley King.

## Biographie
John Griffith Wray a réalisé dix-neuf films entre 1913 et 1929 et a écrit deux scénarios.

## Filmographie partielle
- 1913 : The Shark God
- 1920 : La Ruée (Homespun Folks)
- 1921 : Lèvres menteuses (Lying Lips)
- 1921 : Beau Revel
- 1921 : Respectez la femme (Hail the Woman)
- 1923 : Human Wreckage (en)
- 1923 : L'Âme de la bête (Soul of the Beast)
- 1923 : What a Wife Learned
- 1923 : Her Reputation
- 1923 : Anna Christie
- 1924 : The Marriage Cheat
- 1925 : The Winding Stair
- 1926 : Hell's Four Hundred
- 1926 : Les Ailes brûlées (The Gilded Butterfly)
- 1927 : Singed
- 1928 : The Gateway of the Moon (en)
- 1929 : The Careless Age
- 1929 : A Most Immoral Lady (en)
- 1930 : The Sap from Syracuse (en)